# Julio Lozano Díaz
Julio Lozano Diaz (ur. 27 marca 1885, zm. 20 sierpnia 1957) był honduraskim przedsiębiorcą i politykiem, wiceprezydentem Hondurasu (1949-1954) i dyktatorskim prezydentem od 1954 do 1956. Został obalony przez przewrót wojskowy i zmuszony do wyemigrowania do Stanów Zjednoczonych.